# Europäische Wissenschaftsstiftung

Logo

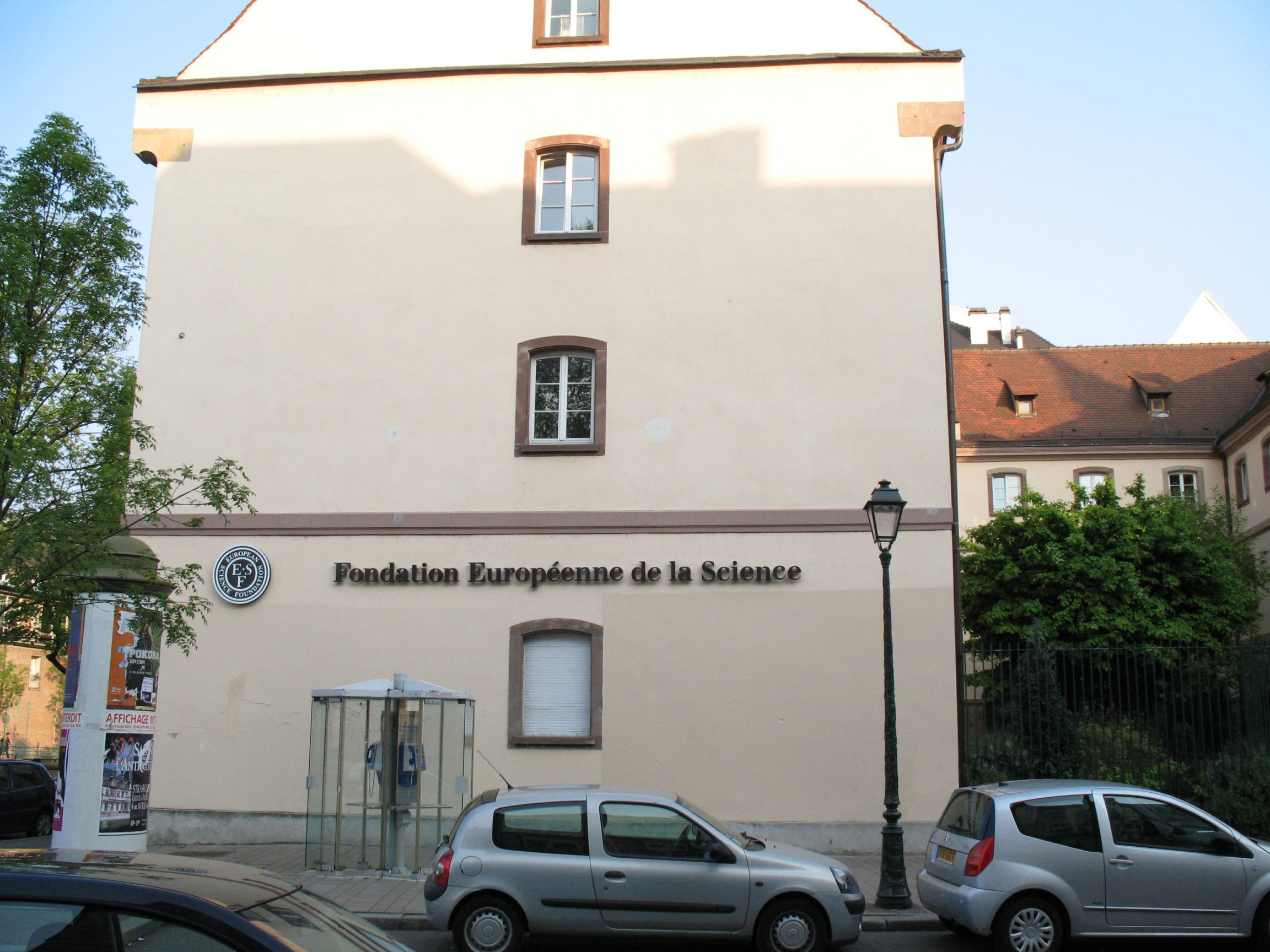
Europäische Wissenschaftsstiftung in Straßburg

Die Europäische Wissenschaftsstiftung (englisch: European Science Foundation; französisch: Fondation européenne de la science), kurz ESF, ist eine internationale Organisation und ein unabhängiger Verein nach dem lokalen Recht von Alsace–Moselle. Sie wurde 1974 gegründet und hat ihren Sitz in Straßburg. Im Jahr 2025 zählt die Europäische Wissenschaftsstiftung zehn Mitglieder aus acht Ländern – Belgien, Bulgarien, Frankreich, Ungarn, Luxemburg, Rumänien, Serbien und der Türkei.

## Kritik an den ERIH-Zeitschriftenlisten (2008–2011)
Der European Reference Index for the Humanities (ERIH) wurde 2002 von der European Science Foundation (ESF) über ihr Standing Committee for the Humanities als Referenzindex geisteswissenschaftlicher Fachzeitschriften eingeführt. Ab 2008 stieß die ursprüngliche A/B/C-Einstufung von ERIH auf Kritik seitens Redakteuren und wissenschaftlicher Fachgesellschaften, die vor einem möglichen Missbrauch für Forschungsevaluierungen warnten; Fachmedien berichteten über koordinierte Proteste und Rückzüge. Im Januar 2009 gab die ESF die Buchstabenstufen auf und ersetzte sie durch beschreibende Kategorien. 2014 wurde die Verantwortung für ERIH von der ESF an das norwegische NSD – Norwegian Centre for Research Data übertragen; der Index wurde als ERIH PLUS neu aufgelegt und auf die Sozialwissenschaften ausgeweitet.

## Diskussionen über Verlagerung und Governance in Straßburg (2012–2014)
Lokale Berichterstattung in Straßburg vermerkte Ende 2012 Befürchtungen, dass die European Science Foundation (ESF) im Zuge der Konsolidierung europäischer Einrichtungen aufgelöst oder nach Brüssel verlagert werden könnte, und berichtete zugleich über die erklärte Präferenz der ESF, in Straßburg zu bleiben. Dieselbe Berichterstattung hob die damals sinkenden Personalzahlen hervor und nannte eine Generalversammlung Ende November 2012 als Entscheidungspunkt. Im Dezember 2012 vertagten die Mitglieder der ESF eine endgültige Entscheidung über die Zukunft der Organisation bis Ende 2014.

## Nachfolge durch Science Europe (2011)
Im Oktober 2011 gründete die Mehrheit der Mitgliedsorganisationen der European Science Foundation (nationale Organisationen zur Forschungsförderung und -durchführung) Science Europe, einen in Brüssel ansässigen Verband, der ihre gemeinsamen Interessen vertreten und die Forschungspolitik auf europäischer Ebene koordinieren soll. Dies bedeutete eine strategische Verschiebung weg von den traditionellen Aufgaben der ESF – Programmmanagement und Mittelvergabe – hin zu einer Plattform für Interessenvertretung und politische Abstimmung mit den Institutionen der Europäischen Union.
Science Europe übernahm viele der zuvor von der ESF wahrgenommenen Koordinations- und Strategieaufgaben, war jedoch nicht dafür vorgesehen, direkte Förderprogramme zu betreiben. Zwischen 2011 und 2015 baute die ESF ihre Aktivitäten zur Forschungsvernetzung schrittweise ab und übertrug bestimmte Politik- und Repräsentationsfunktionen an Science Europe.
Im Anschluss an diesen Übergang agiert die ESF als Verein nach dem lokalen Recht von Alsace–Moselle, besitzt nicht länger den Rechtsstatus einer Stiftung, und setzt ihre Tätigkeit als kleinere wissenschaftliche Serviceorganisation fort; Schwerpunkte sind u. a. Peer-Review, Forschungsevaluation und das Hosting wissenschaftlicher Plattformen. Science Europe wurde zum wichtigsten Interessenvertretungsorgan der nationalen Forschungsförderer und -durchführer in Europa.

## Bewertung portugiesischer Forschungseinheiten (2013–2015)
Die portugiesische Förderorganisation FCT beauftragte die ESF, eine zweistufige Bewertung nationaler F&E-Einheiten zu unterstützen. Verfahren und Ergebnisse wurden von Teilen der portugiesischen Wissenschaftsgemeinschaft bestritten; im April 2015 charakterisierte Science die Bewertung in der Berichterstattung über Führungswechsel bei der FCT als politisch umstritten. Im Oktober 2014 veröffentlichte Nature eine World-View-Kolumne von Amaya Moro-Martín, die auf „ein fehlerhaftes, von der ESF unterstütztes Bewertungsverfahren“ verwies; die ESF verlangte eine Rücknahme und drohte rechtliche Schritte an, wie Retraction Watch berichtete; später erklärte die ESF, „in diesem Stadium“ keine Klage erheben zu wollen.

## Personalabbau und operative Neuausrichtung (2015–2017)
Regionale Presse berichtete im April 2017, dass die ESF ihre Präsenz in Straßburg „auf anderer Grundlage“ bestätigte und eine Umstellung von rund 120 Beschäftigten auf 19 nach drei Personalabbaurunden (zwei freiwillig, eine verpflichtend) beschrieb, verbunden mit einer Hinwendung zu professionellen Dienstleistungen unter dem Markennamen Science Connect (Peer-Review, Evaluationen und verwandte Unterstützung) sowie einem mittelfristigen Personalziel von etwa 40; als frühe Kunden wurden u. a. IdEx Bordeaux, die Universität Luxemburg und der AXA Research Fund genannt.